# Hans Albers
Hans Philipp August Albers (Hamburg, 22 september 1891 - Kempfenhausen gem. Berg (Starnberger See), 24 juli 1960), was een Duitse zanger en acteur. Hij was de meest vooraanstaande Duitse acteur in de jaren 1930 tot 1945. Hij wordt gerekend tot de belangrijkste en populairste Duitse acteurs van de twintigste eeuw.

## Biografie
Hij groeide op in de Hamburgse volkswijk St. Georg als zoon van een slager. Al in zijn tienerjaren nam hij acteerlessen. Hij diende in het Duitse leger tijdens de Eerste Wereldoorlog, maar raakte al snel gewond. Na de oorlog trok hij naar Berlijn, waar hij werk vond als toneelacteur. Verder speelde hij bijrollen in meer dan 100 stomme films. Bekendheid kreeg hij met de revue Tausend nackte Beinchen en de kreet Hoppla, jetzt komm' ich, waarmee hij in die show op het toneel kwam en die het motto van zijn verdere carrière werd.
In 1918 speelde hij in Der Mut zur Sünde samen met naaktdanseres Olga Desmond.
Tijdens de introductie van de geluidsfilm rond 1930 was Albers al een gevierd acteur. Hij had een bijrol in de belangrijke film Der Blaue Engel naast Marlene Dietrich en hoofdrollen in de geliefde en succesvolle films Bomben auf Monte Carlo en FP1 antwortet nicht. Met zijn rol als de clown Quick (1932) in de gelijknamige film demonstreerde hij zijn talent voor zang en kleinkunst. Ook na de machtsovername door de nationaalsocialisten in 1933 bleef Albers een gevierd acteur. Na kritiek van de nazi’s scheidde hij van zijn Joodse vrouw Hansi Burg, maar zij zouden tot zijn dood in 1960 een stel blijven.
Hoewel hij zich afzijdig hield van de nazi’s, bedong hij wel enorme gages bij hen en werkte hij vanaf 1933 mee aan enkele propagandafilms. In 1934 speelde hij naast Brigitte Helm en de Nederlandse Lien Deyers in de sciencefictionfilm Gold. In 1942 had hij de hoofdrol in de superproductie Münchhausen, waarvoor hij 360.000 Rijksmark toucheerde. In 1943 speelde hij de hoofdrol in de kleurenfilm Große Freiheit Nr. 7, over het Hamburgse nachtleven, die pas na de oorlog in première zou gaan en een van zijn glansrollen zou worden.
Waar hij voor en tijdens de oorlog werd gezien als de Duitse John Wayne, moest hij in de jaren 1950 omzien naar andere rollen. Zijn zangcarrière werd belangrijker en zijn samenwerking met Heinz Rühmann in Auf der Reeperbahn nachts um halb eins was zeer succesvol. In 1956 was hij te zien in de belangrijke film Vor Sonnenuntergang. In 1957 speelde hij zijn laatste toneelrol. Albers, die bekend stond als rokkenjager en vanwege zijn ongepaste gedrag en massieve ego veel vijanden had, slaagde er toen niet meer in zijn al langer durende alcoholverslaving te verbergen.

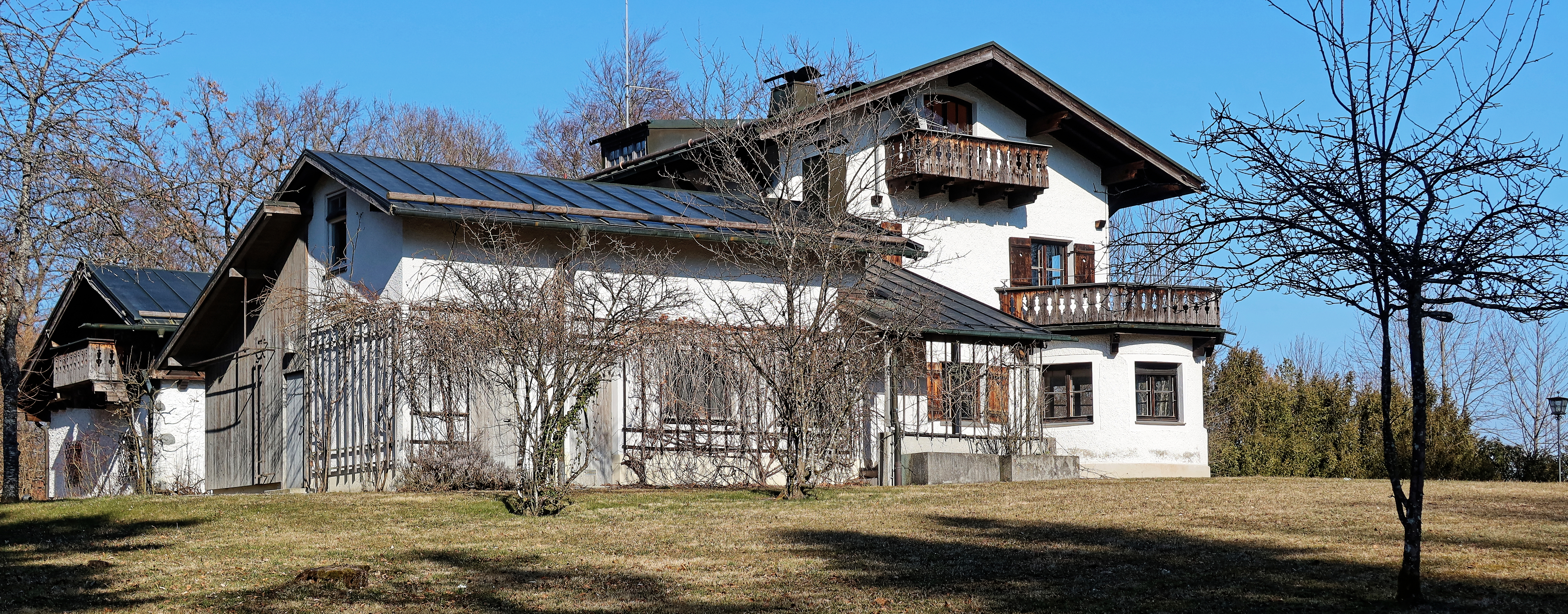
De villa van Hans Albers en Hansi Burg te Garatshausen in 2022

Na de oorlog woonde Hans Albers meestal, vanaf 1946 doorgaans weer met zijn levensgezellin Hansi Burg, in zijn (reeds in 1935 gekochte) villa te Garatshausen, gemeente Feldafing, in Beieren.

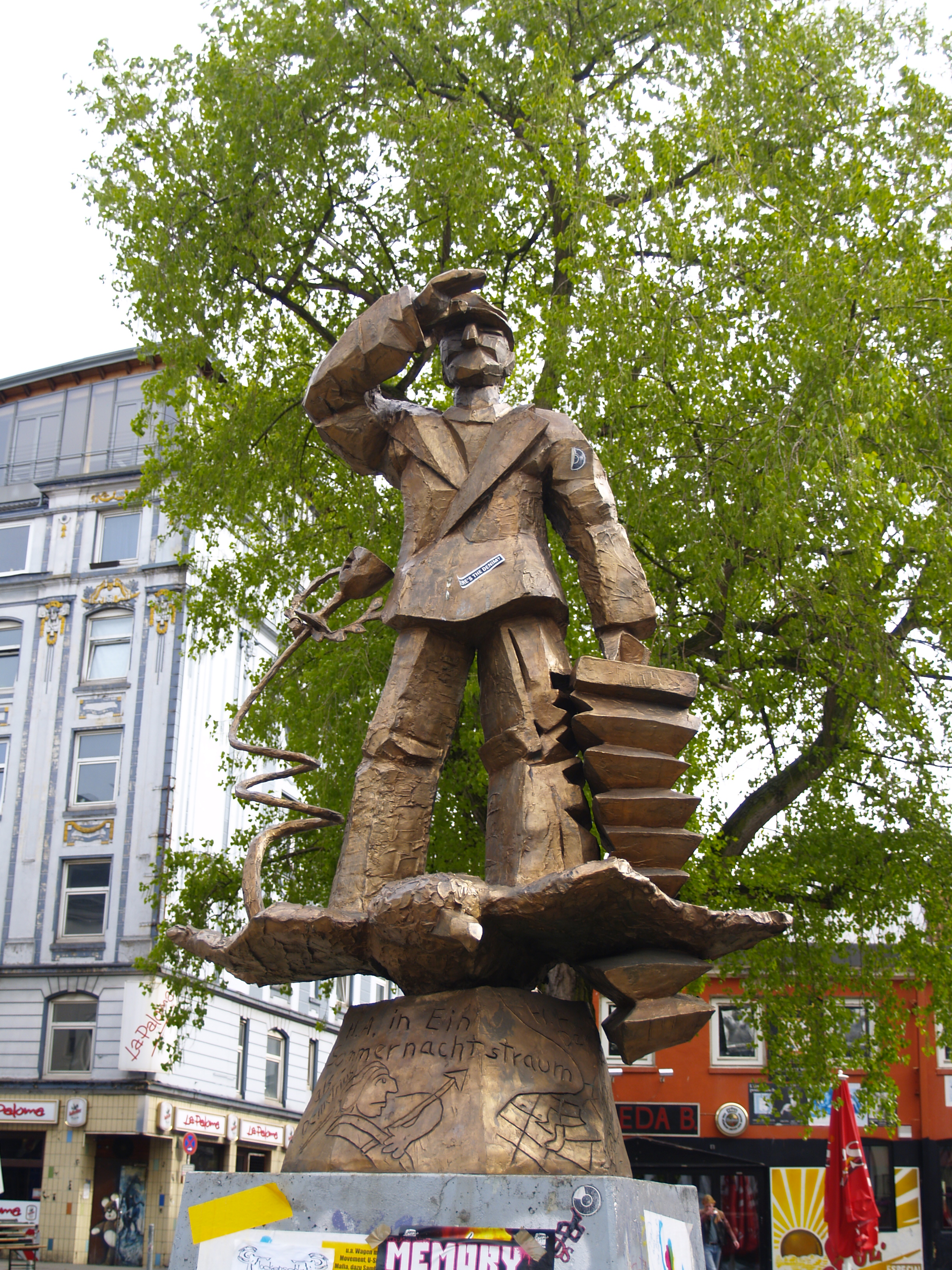
Standbeeld in Hamburg

Op 68-jarige leeftijd, in februari 1960, kwam Hans Albers tijdens een musicaluitvoering te Wenen ten val op het toneel. Hij raakte daarbij zwaar gewond. Albers overleed als gevolg daarvan bijna een half jaar later in een sanatorium te Kempfenhausen, gemeente Berg aan het Starnbergermeer in Zuid-Duitsland. Na zijn dood werd hij gecremeerd en een urn met daarin zijn as werd op een begraafplaats te Hamburg bijgezet. Hansi Burg erfde, na een gewonnen rechtszaak, de villa en Albers' banktegoed en liet deze na haar eigen dood in 1975 na aan de deelstaat Beieren en aan een zorginstelling ten bate van meervoudig gehandicapten.

## Filmografie
Stomme films
- 1917: Die Tochter der Gräfin Stachowska
- 1917: Das Spitzentuch der Fürstin Wolkowska
- 1918: Das Lied der Colombine
- 1918: Der Mut zur Sünde
- 1918: Am Scheidewege
- 1918: Liebe und Leben
- 1918: Leuchtende Punkte
- 1918: Halkas Gelöbnis
- 1918: Der Fluch des Nuri
- 1918: Sadja
- 1919: Aus eines Mannes Mädchenjahren
- 1920: Das Grand Hotel Babylon
- 1920: Die 999. Nacht
- 1921: Taschendiebe
- 1922: Der böse Geist Lumpaci Vagabundus
- 1922: Menschenopfer
- 1922: Der falsche Dimitry
- 1922: Lyda Ssanin
- 1923: Irene d’Or
- 1923: Der Tiger des Zirkus Farini
- 1923: Fräulein Raffke
- 1923: Inge Larsen
- 1924: Das schöne Abenteuer
- 1924: Guillotine
- 1924: Auf Befehl der Pompadour
- 1925: Ein Sommernachtstraum
- 1925: Halbseide
- 1925: Luxusweibchen
- 1925: Vorderhaus und Hinterhaus
- 1925: Das Mädchen mit der Protektion
- 1925: Der Bankkrach Unter den Linden
- 1926: Der Prinz und die Tänzerin
- 1926: Die Gesunkenen
- 1926: Jagd auf Menschen
- 1926: Der Mann aus dem Jenseits
- 1926: Die drei Mannequins
- 1926: An der schönen blauen Donau
- 1926: Nur eine Tänzerin
- 1926: Die Warenhausprinzessin
- 1926: Die versunkene Flotte
- 1926: Nixchen
- 1927: Rinaldo Rinaldini
- 1927: En perfekt gentleman
- 1927: Die Frau, die nicht nein sagen kann
- 1927: Eine Dubarry von heute
- 1927: Der größte Gauner des Jahrhunderts
- 1927: Die Villa im Tiergarten
- 1927: Primanerliebe
- 1927: Üb’ immer Treu’ und Redlichkeit
- 1927: Der goldene Abgrund
- 1928: Frauenarzt Dr. Schäfer
- 1928: Dornenweg einer Fürstin
- 1928: Rasputins Liebesabenteuer
- 1928: Prinzessin Olala
- 1928: Saxophon-Susi
- 1928: Weib in Flammen
- 1929: Der rote Kreis
- 1929: Asphalt
- 1929: Mascottchen
- 1929: Ja, Ja, die Frau’n sind meine schwache Seite
- 1929: Vererbte Triebe
- 1929: Heilige oder Dirne

Geluidsfilms
- 1929: Die Nacht gehört uns
- 1930: Der blaue Engel
- 1930: Der Greifer
- 1930: Hans in allen Gassen
- 1931: Drei Tage Liebe
- 1931: Bomben auf Monte Carlo
- 1931: Der Draufgänger
- 1932: Der weiße Dämon
- 1932: Der Sieger
- 1932: Quick
- 1932: F.P.1 antwortet nicht
- 1933: Heut’ kommt’s drauf an
- 1933: Ein gewisser Herr Gran
- 1933: Flüchtlinge
- 1934: Gold
- 1934: Peer Gynt
- 1935: Henker, Frauen und Soldaten
- 1935: Varieté
- 1936: Unter heißem Himmel
- 1936: Savoy-Hotel 217
- 1937: Die gelbe Flagge
- 1937: Der Mann, der Sherlock Holmes war
- 1938: Fahrendes Volk
- 1938: Sergeant Berry
- 1939: Wasser für Canitoga
- 1940: Ein Mann auf Abwegen
- 1940: Trenck, der Pandur
- 1941: Carl Peters
- 1943: Münchhausen
- 1944: Große Freiheit Nr. 7
- 1945: Shiva und die Galgenblume (onvoltooid)
- 1947: … und über uns der Himmel
- 1950: Föhn
- 1950: Vom Teufel gejagt
- 1951: Blaubart
- 1952: Nachts auf den Straßen
- 1953: Jonny rettet Nebrador
- 1953: Käpt’n Bay-Bay
- 1954: An jedem Finger zehn
- 1954: Auf der Reeperbahn nachts um halb eins
- 1955: Der letzte Mann
- 1956: Vor Sonnenuntergang
- 1957: I fidanzati della morte
- 1957: Der tolle Bomberg
- 1957: Das Herz von St. Pauli
- 1957: Der Greifer
- 1958: Das gab’s nur einmal
- 1958: Der Mann im Strom
- 1958: 13 kleine Esel und der Sonnenhof
- 1960: Kein Engel ist so rein

## Plaatopnamen
Bijna alle door Albers opgenomen schlagers zijn afkomstig van de soundtracks van zijn films; vooral de muziek voor Große Freiheit Nr. 7 (1943/1944), Wasser für Canitoga (1939) en F.P.1 antwortet nicht (1932) maakten hem populair als zanger. Albers' grootste muzikale succes was zijn versie van het oude Zuid-Amerikaanse lied La Paloma, opgenomen op Große Freiheit No. 7, met een Duitstalige tekst van Helmut Käutner. De meeste liedjes uit 1950 en 1951 werden geschreven door de Zwitserse componist Artur Beul, toen de echtgenoot van zangeres Lale Andersen.
1932
- Gnädige Frau, komm’ und spiel’ mit mir (uit de film Quick), 11 augustus
- Flieger, grüß mir die Sonne (uit de film F.P.1 antwortet nicht), 7 juli
- Ganz dahinten, wo der Leuchtturm steht (uit de film F.P.1 antwortet nicht), 7 juli
- Ich kam aus Alabama (Oh, Susanna uit de film Rivalen), 13 februari
- Hoppla, jetzt komm’ ich (succesnummer uit de film Der Sieger), 9 februari
- Komm’ auf die Schaukel, Luise (uit het toneelstuk Liliom), 9 februari
- Das ist die Liebe der Matrosen (uit de film Bomben auf Monte Carlo)
- In Hamburg an der Elbe (zeemanslied)
- Kind, du brauchst nicht weinen (uit de film Der Draufgänger), 23 november
- Ich will Sie küssen, wenn Sie es verlangen
- Hamburger Kedelklopper (op de melodie van Der Stiefelputzer)

1933
- Hans im Glück (potpourri van de populairste film- en toneelhits van Albers), 4 maart
- Mein Gorilla hat ’ne Villa im Zoo (uit de film Heut kommt’s darauf an), 13 februari
- Immer, wenn ich glücklich bin (uit de film Heut kommt’s darauf an), 13 februari
- Ich bin der Hans im Glück (uit de film Heut kommt’s drauf an), 9 februari
- In 24 Stunden (uit de film Heut kommt’s darauf an), 9 februari

1934
- Nun muß ich fort, ade, mein Kind (uit de film Peer Gynt), 13 december
- Ases Tod (uit de film Peer Gynt), 13 december

1936
- Unter heißem Himmel (uit de gelijknamige film), 15 december
- Auf der Reeperbahn nachts um halb eins, 1 april
- In meinem Herzen, Schatz, da ist für viele Platz (uit de film Savoy-Hotel 217), 1 april
- Und über uns der Himmel (uit de gelijknamige film), 1 april (de gelijknamige film werd echter pas in 1947 geproduceerd)

1937
- Jawohl, meine Herr’n (uit de film Der Mann, der Sherlock Holmes war), 2 juli
- Ich hab’ eine kleine Philosophie, 2 juli

1939
- Good Bye, Jonny (uit de film Wasser für Canitoga)

1944
- La Paloma (uit de film Große Freiheit Nr. 7), 19 december
- Beim ersten Mal, da tut’s noch weh (uit de film Große Freiheit Nr. 7), 19 december
- Auf der Reeperbahn nachts um halb eins (uit de film Große Freiheit Nr. 7)

1947
- Sehnsuchtsmusik (Lied der Ferne), 4 december
- Lied der Flüchtlinge, 28 mei
- Goodbye Johnny (uit de film Wasser für Canitoga), 28 mei
- Hein Mück (aus Bremerhaven), 23 april
- Zwischen Hamburg und Haiti (uit de gelijknamige film), 23 april
- Und über uns der Himmel (uit de gelijknamige film)

1950
- Bohemien (langzame wals), december
- Föhn (lied uit de gelijknamige film), december
- Rummelplatz (walslied), oktober
- Auf der Reeperbahn nachts um halb eins (walslied, zeldzame uitvoering), juni
- La Paloma (rare Version), juni
- Das gibt es nur in Texas (Deep in the Heart of Texas met Evelyn Künneke)
- In Arizona und Arkansas (foxtrot en duet met Evelyn Künneke)
- Sag, wie heißt du (zeemanslied en slowfox)
- Ich kam aus Alabama (Oh, Susanna uit de film Rivalen)
- Der Wind und das Meer
- Hafenlied
- Wenn du mein Schatz wärst (uit de operette 3× Georges)
- Ich frag’ nicht, ob du Geld hast (uit de operette Hopsa)
- Das Lied vom Nigger Jim (uit de operette Hopsa)
- Das Lied vom Kolumbus (uit de operette Hopsa)
- Nic ist braun wie eine Kaffeebohne (marsfox met de Geschwister Burgstaller)
- Fünf kleine Affen (met het trio Fitzett)
- Mein Onkel hat Plantagen

1951
- Kleine Nordseeschwalbe (met de Geschwister Burgstaller)
- Kokosnüsse und Bananen (foxlied)
- Kapitän hieß Jack (marsfox)

1952
- In jedem Hafen gibt’s den Blauen Peter (Tango), 11 juni
- In Hamburg an der Elbe (Seemanns-Choral, Lied en Marsch), 11 juni
- Auf der Reeperbahn nachts um halb eins (uit de gelijknamige film)
- O Signorina-rina-rina (uit de film Käpt’n Bay-Bay)
- Kleine weiße Möwe (uit de film Käpt’n Bay-Bay)
- Komm’ auf die Schaukel, Luise (uit de film Auf der Reeperbahn nachts um halb eins)
- Kleine Möve, flieg nach Helgoland (uit de film Auf der Reeperbahn nachts um halb eins)
- Nimm mich mit, Kapitän, auf die Reise (tekst: Fritz Graßhoff, uit de film Käpt'n Bay-Bay)

1953
- La Paloma
- Käpt’n Bay-Bay aus Shanghai (uit de film Käpt’n Bay-Bay)

1954
- In einer Sternennacht am Hafen (uit de film Auf der Reeperbahn nachts um halb eins)
- Einmal noch nach Bombay (uit de film Auf der Reeperbahn nachts um halb eins)

1956
- Zwischen Hamburg und Haiti

1957
- Der Mensch muß eine Heimat haben (uit het muzikale toneelstuk Katharina Knie)
- Das Herz von St. Pauli (uit de gelijknamige film)
- Das letzte Hemd (uit de film Das Herz von St. Pauli)
- Weine nicht (uit de film Das Herz von St. Pauli)

1958
- Ja, das Leben (uit de film Das Herz von St. Pauli)

1959
- Es ist egal
- Trippel, trippel, trapp (uit het muzikale toneelstuk Katharina Knie)
- Mein Junge, halt’ die Füße still (uit de film 13 kleine Esel und der Sonnenhof)